# NSU Ro 80

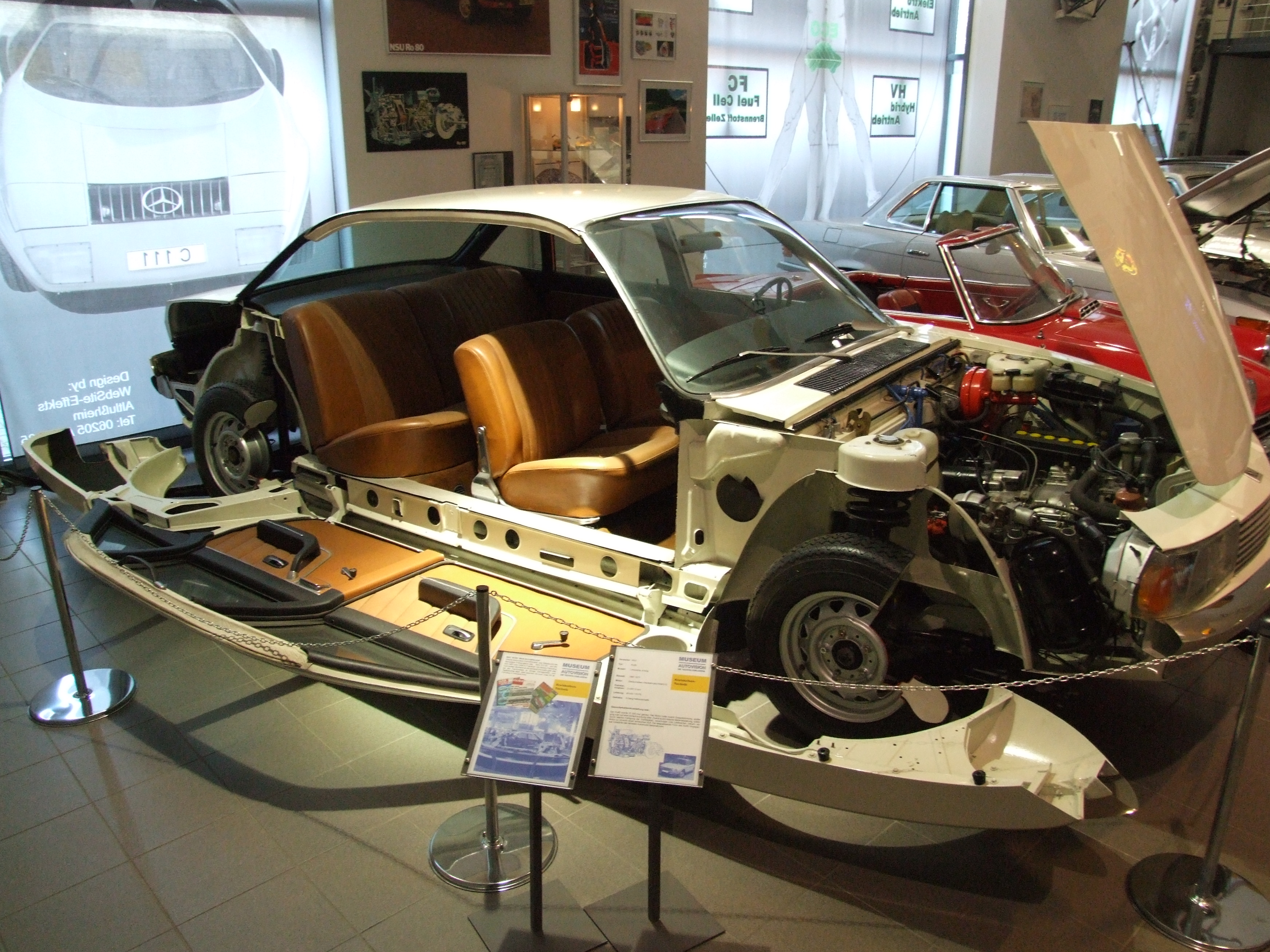
NSU Ro 80, IAA-Modell, Museum Autovision, Altlußheim, Německo

Typ Ro 80 je vůz vyšší střední třídy opomíjeného specialisty na malé vozy NSU, poháněný jakožto první sedan na světě Wankelovým motorem. Označení prozrazuje rotační motor a pořadové číslo v celém vývoji NSU. Vyráběl se v letech 1967–1977.

## Oslnivé odhalení
Představení této vlajkové lodi NSU vyvolalo 21. 8. 1967 nadšení. Klínovitá silueta, extrémně plochá kapota a mohutná, vysoko posazená záď byla avantgardní. Taktéž pohon Wankelem. Získala první místo v soutěži evropský „Automobil roku“ (Car of the Year).
Karoserie byla tvarovaná v aerodynamickém tunelu, jak desetiletí před ní Citroen DS. Ro 80 měl rovněž pohon předních kol a nezávislé zavěšení všech kol, tehdy neobvyklé. Se zdánlivě gigantickým rozvorem 2,86 m, o centimetr delším než luxusní Mercedes W 109, zaručoval téměř dokonalé jízdní vlastnosti. Ovládání ulehčil přesný posilovač řízení. Tichostí i klidem jízdy, prostorností a inovativními bezpečnostními prvky Ro 80 odpovídal vozům o třídu výš.

## Potíže
Nový revoluční motor nebyl plně vyvinut a technici dílen NSU ani nebyli dostatečně proškoleni. Objevovaly se časté technické problémy způsobující značné opotřebení, klesající výkon a stoupající spotřebu. Značně kmitavý chod motoru a nevnímatelnou přetáčivost z marné snahy brzdit motorem, ve kterém se překrývalo sání a výfuk, řešila poloautomatická převodovka. Hydrodynamický měnič násobil nízký točivý moment Wankelu a omezoval přenos otáček zpět na motor. Mechanickou spojku Saxomat samočinně vypínal podtlak při jakémkoli pohybu řadicí páky třístupňové manuální převodovky. Wankel s nízkými vibracemi ale nebyl ve vysokých otáčkách ani hlasitý, ani rušivý – pouze změnil barvu zvuku. Mnoho řidičů zapomínalo zařadit vyšší rychlost a ignorovalo červenou zónu otáčkoměru, nebo jezdilo zcela bez řazení na nízký převod. Až později při mnoha záručních opravách instalovala NSU akustickou výstrahu.
Pro posílení důvěry ve Wankel poskytovala NSU namísto u konkurence obvyklých šesti měsíců trojnásobně delší záruku. Nákladný vývoj vozu a drahé opravy motoru způsobily astronomické ztráty, se kterými se nedokázala vyrovnat. V roce 1969 ji převzal koncern Volkswagen a připojil k Audi.

## Konec
Když motory Ro 80 po dalších úpravách konečně dosáhly uspokojivé životnosti, přišla na konci roku 1973 ropná krize. Vysoké ceny benzínu plně odhalily už dobře známou nevýhodu Wankelů – značnou spotřebu, zvětšenou nízkou účinností hydrodynamického měniče Ro 80, a odsunuly je stranou. Malý točivý moment pod 3500 ot./min. a neodpovídající zrychlení nadto omezovaly rozumné využití Ro 80 s velkou maximální rychlostí na dálniční provoz. Spotřeba značně závisela i na stylu jízdy. Několik majitelů zaměnilo Wankel za neklidně běžící anglický Ford V4, který se jediný vešel pod kapotu. Při úpravách karoserie za klidnější Ford V6 s vyšší spotřebou, který zas nepříznivě ovlivnil chování vozu.
Přestože se ceny Ro 80 s výkonem pouhých 115 koní postupně vyšplhaly na úroveň vozů dvojnásobného výkonu s motory V8, nikdy nebyl výdělečný. Třídiskový Wankel se 170 koni připravený před převzetím VW, s nímž vysoce výkonný Ro 80 přesahoval 210 km/h, se sériově nevyráběl. Ani Ro 80 s karoseriemi kombi nebo kupé. Výroba Ro 80 byla ukončena v červenci 1977 po příchodu druhé, větší generace Audi 100, která se v připravené verzi s Wankelem také nevyráběla.

## Vliv
Design Ro 80 inspiroval mnohé vozy Audi a VW. Zděděný reklamní slogan "Náskok díky technice" pojalo Audi za vlastní. S technologickým pokrokem na poli aerodynamiky, přeplňování, pohonu všech kol a použití pětiválcových řadových motorů se postupně stalo členem prestižního klubu, ve kterém se marně snažilo zachytit revoluční NSU Ro 80 s Wankelovým motorem.